# Ostericum
Ostericum é um género de plantas com flores pertencentes à família Apiaceae.
A sua distribuição nativa é a Eurásia temperada.
Espécies:
- Ostericum atropurpureum G.Y.Li, G.H.Xia & W.Y.Xie
- Ostericum citriodorum (Hance) R.H.Shan & C.Q.Yuan
- Ostericum florenti (Franch. & Sav. ex Maxim.) Kitag.
- Ostericum grosseserratum (Maxim.) Kitag.
- Ostericum huadongense Z.H.Pan & X.H.Li
- Ostericum longipedicellatum (H.Wolff) Pimenov & Kljuykov
- Ostericum maximowiczii (F.Schmidt) Kitag.
- Ostericum palustre (Besser) Besser
- Ostericum scaberulum (Franch.) R.H.Shan & C.Q.Yuan
- Ostericum sieboldii (Miq.) Nakai
- Ostericum tenuifolium (Pall. ex Schult.) Y.C.Chu